# SBKM De Vleeshal
La Stichting Beeldende Kunst Middelburg (SBKM) è una fondazione che organizza mostre e progetti di arte contemporanea nello spazio gotico del  De Vleeshal a Middelburg (NL) dal 1991.
De Vleeshal si trova nella monumentale architettura del Municipio di Middelburg situato nella piazza centrale chiamata de Markt. Lo spazio con una presenza monumentale dell'architettura gotica crea un luogo per sperimentazioni tra arte contemporanea e storia. Nel corso degli anni hanno esposto al De Vleeshal artisti come Panamarenko, Christian Boltanski, John Baldessari, Pipilotti Rist, Yona Friedman, Jimmie Durham, Giulio Paolini, Maurizio Nannucci, General Idea e molti altri.